# Cai Shen
Cai Shen (chinês tradicional: 財神; chinês simplificado: 财神; Pinyin: Cáishén; Wade-Giles: Tsai Shen) era a divindade chinesa da prosperidade. Ele também era conhecido como Zhao Gongming (Chao Kung-ming) ou Bi Gan (Pi-kan). Embora Cai Shen tenha começado a ser venerado como um herói do folclore chinês e, posteriormente, cultuado por admiradores e seguidores como uma divindade, o taoísmo e o budismo terra pura também começaram a venerá-lo como um deus.  
O nome de Cai Shen é frequentemente invocado durante as celebrações do ano novo chinês. Ele é retratado, muitas vezes, montando um tigre negro e segurando um cajado dourado, ou portando qualquer arma feita de ferro.  
Diversas versões sobre afiliações políticas e a subsequente divinização de Cai Shen são conhecidas, porém não é claro se ele era uma genuína figura histórica, embora a grande maioria das histórias concordem que Cai Shen tenha vivido durante o início da Dinastia Qin. Acredita-se que Bi Gan tinha uma esposa com o sobrenome Chen (陈), ou Chan, em cantonês, e um filho chamado Quan (泉). Após Bi Gan ter sido assassinado por seu sobrinho, Rei Zhou de Shang, sua esposa e filho escaparam pela floresta. Sua morte marcou o colapso da Dinastia Shang. Mais tarde, Quan foi honrado como o ancestral do sobrenome Lin por Zhou Wu Wang.